# The Runaways
The Runaways je bila prva ženska hard rock/punk zasedba, ki je obstajala med letoma 1975 in 1979. 
Na željo Joan Jett in Sandy West ter ob pomoči producenta Kima Fowleya pri iskanju članic se je ustvaril zasedbo, ki jo je Kim znal zelo dobro tržiti.  Nastopale so v več državah po  Aziji in Ameriki. Največji  glasbeni hiti  so "Cherry Bomb", "Neon Angels", "Queens of Noise" in "Rock n Roll", ki je priredba glasbene zasedbe " The Velvet Underground"
Po razpadu The Runaways so članice večinoma nadaljevale kariero kot solistke. Najbolj sta uspeli Joan Jett, ki je ostala zvesta rock and rollu in je ustanovila skupino Joan Jett & the Blackhearts, ter Lita Ford, ki je kariero nadaljevala v heavy metalu.

## Zgodovina

### Nastanek in razvoj skupine:
Sredi leta 1975 je 15-letna Joan Jett stopila v stik z znanim producentom ,ki ga je srečala v zelo znani diskoteki v Los Angelesu in mu povedala, da želi ustvariti žensko rock zasedbo. Kim jo je povezal s Sandy West, 16-letno bobnarko, ki je nastopala že od svojega devetega leta starosti. Že po prvi skupni vaji sta se ujeli in s pomočjo producenta dodali skupini nove člane. Najprej sta se jima pridružili Micki Steele na bas kitari in Lita Ford na kitari. Slednja se je na avdicijo prijavila kot basistka, vendar je bilo to mesto že zasedeno, zato je končala kot glavna kitaristka. Premiero so doživele v klubu Whisky A Go Go v Hollywoodu. 
Novembra istega leta je v klubu Rodney Bingenheimer's English Disco Joan Jett s Fowleyem opazila še ne 16-letno Cherie Currie. Na vprašanje, če igra kakšen inštrument ali poje, je odgovorila pritrdilno in bila povabljena na avdicijo za vokalistko skupine. Ker je prišla nanjo nepripravljena, brez izbrane pesmi, sta Jett in Fowley med avdicijo napisala pesem "Cherry Bomb". Pesem je bila namenjena Cherry Currie in pozneje postala eden izmed največjih hitov skupine. Po uspešno odpeti skladbi je postala glavna vokalistka skupine. Kmalu za tem je The Runaways zapustila basistka Micki Steele (pozneje se je pridružila skupini The Bangels), ki jo je zamenjala Peggy Foster. Tudi slednja ni dolgo zdržala, saj jo je že čez mesec dni zamenjala Jackie Fox.
Vse članice so imele svojega idola, ki so ga poskušale posnemati na nastopih. Joan Jett se je zgledovala po Suzi Quatro, Cherie Currie po Davidu Bowieju, Lita Ford je navdih odkrila v Jeffu Becku in Ritchieju Blackmoru, bobnarka Sandy West v bobnarju skupine Queen, Rogerju Taylorju, basist Gene Simmons pa je postal idol Jackie Fox.
Prvo pogodbo so podpisale z založbo Mercury Records, februarja 1976, čemur je sledila izdaja prve plošče The Runaways. Po izdaji albuma so odšle na ameriško turnejo, kjer so nastopale tudi v znanih klubih, kot sta: CBGB's in Agora Ballroom, tudi kot predskupina Van Halen, Cheap Trick in drugih. Kmalu so se podale tudi na evropsko turnejo in po vrnitvi v Združene države Amerike nadaljevale s koncertiranjem. Ker so bile zelo uspešne, so se pojavile v različnih revijah: Creen, Circus, Rolling Stone, Playgirl in Choppers.
Drugi album, Queens of Noise, je bil izdan leta 1977. Tudi temu izidu je sledila turneja po ZDA. Med tem časom so postale izjemno popularne na Japonskem, kjer se je pesem "Cherry Bomb" uvrstila na prvo mesto in so postale 4. najbolj prodajana tuja skupina.  Skladba "Cherry Bomb" je prvo mesto osvojila tudi v Avstraliji. 
The Runaways so se zaradi velikega povpraševanje podale še na turnejo po Japonski, ki je bila razprodana. Takšnega pritiska ni zdržala Jackie Fox, ki je med turnejo zapustila zasedbo,  in se vrnila domov v ZDA. Ker se je to zgodilo pred njihovim največjim koncertom na Tokyo Music Festivalu na Japonskem, so se morale hitro preorganizirati in tako je vlogo basistke prevzela Joan Jett.
Izdale so ploščo Live in Japan, ki je postala ena izmed najbolje prodajanih tujih plošč na Japonskem v sedemdesetih letih in je prejela zlato certifikacijo RIAA.
Po vrnitvi domov so začele delati na tretjem albumu Waitin' for the Night. Med snemanjem je prazno mesto basistke zapolnila Vicki Blue. The Runaways je v tistem času zapustila tudi glavna pevka, Cherie Currie, ki je čez čas nadaljevala solo kariero. Mesto vokalistke je prevzela Joan Jett, kar prvič slišimo na plošči Waitin' for the Night. 
Cherie Currie je napisala tudi knjigo Neon Angels: Memoir of a runaway, v kateri pove vse podrobnosti in skrivnosti,ki jih je doživela v najstniški skupini. 
Leta 2010 so posneli tudi film The Runaways, v katerem je vlogo Cherie Currie prevzela Dakota Faning, vlogo Joan Jett pa Kristen Stewart. 
Cherie Currie ima tudi 23-letnega sina in je srečno ločena. Trenutno se ukvarja z žaganjem in oblikovanjem drva.   
Joan Jett se je po razpadu zasedbe odločila za solo kariero in je leta 1982 naredila tudi priredbo zasedbe Arrows, "I love Rock n Roll". 
Jackie Fox se je kmalu potem začela šolati in postala priznana odvetnica, vendar pa v filmu The Runaways ni želela nastopati, zato so lik  Jackie Fox predstavili kot Robin Robbins. 
Lita Ford je prav tako, kot Joan  nadaljevala svojo solo kariero kitaristke. V letu 2010 , kmalu zatem, ko je izšel film The Runaways je Lita združila moči z Cherie in skupaj sta posneli tudi album.  
Sandy West je po razpadu nekaj let nadaljevala vlogo bobnarke in leta 2006, takoj po izidu njihovega dokumentarca Edgeplay tragično umrla zaradi raka. 
Vse članice zasedbe, razen Jackie Fox  imajo med sabo še vedno stike in so zelo dobre prijateljice. 
Začetek težav in razpad skupine:
Ob koncu leta 1977 so zamenjale tudi producenta Kima Fowleya s Tobyem Mamisom. Kot so povedale v  njihovem dokumentarcu  iz leta 2006 Edgeplay, se s prvim producentom, Flowleyem, niso dobro razumele. Le-ta naj bi jih zmerjal, ni jim nakazoval denarja, ni se zmenil za njihovo uživanje drog in alkohola...
Z novim producentom so nadaljevale in začele ustvarjati 4. album And now... The Runaways. Tudi na tem albumu niso imele sreče z basistko. Vicki Blue je zamenjala Laurie McAllister in se s skupino odpravila na njihovo zadnjo turnejo. Med turnejo so nastopile tudi kot predskupina The Ramones, vendar se je pot skupine The Runaways končala s silvestrskim nastopom leta 1979 v areni Cow Palace.
The Runaways so razpadle aprila 1979. Kot glavni razlog navajajo neujemanje v stilu glasbe, ki so jih članice želele izvajati. Joan Jett je ob razpadu dejala: "Ko je skupina The Runaways razpadla, nisem vedela, kaj bi želela početi. Razpad je kot izguba zelo dobrega prijatelja. Je kot smrt."

## Preminule članice
Sandy West, strastna kadilka in bobnarka skupine, je za rakom na pljučih umrla 21. oktobra 2006, stara zgolj 47. let. Diagnozo pljučni rak so ji postavili leta 2005, vendar se ji je rak hitro razširil na možgane, kar je bilo zanjo usodno. Ob smrti so podale izjavo nekatere bivše članice skupine.
Joan Jett je povedala: "Delili sva si sanje o skupini punc, ki igrajo rock and roll. Sandy je bila močna in izjemna bobnarka. Bila je zelo podcenjena, čeprav tako dobra kot John Bonham. Vedno sem ji rekla, da sva spremenili svet."
Cherie Currie: "Sandy West je bila daleč najboljša ženska bobnarka v zgodovini rock and rolla. Nihče ne more tekmovati z njo ali se ji celo približati, ampak najpomembnejše je bilo njeno srce. Sandy West je ljubila svoje oboževalce, prijatelje in družino. Naredila bi absolutno vse za ljudi, ki jih je imela rada. Zame ne bo nikoli več isto stopiti na oder, ker je bila Sandy najboljša in jo bom za vedno pogrešala."

Druga članica skupine, ki je že pokojna, je Laurie McAllister. Umrla je 25. avgusta 2011 za posledicami astme.
Joan Jett: "Žal mi je, da je Laurie umrla. Bila je dobra oseba in dobra basistka. Biti z njo v skupini je bila dobra izkušnja. Sočustvujem z njeno družino in prijatelji ter predvsem z Laurie. 

## Diskografija
- The Runaways (1976)
- Queens of Noise (1977)
- Live in Japan (1977)
- Waitin' for the Night (1977)
- And now... The Runaways (1978)